# Prix de Cornulier
Le Prix de Cornulier est une course hippique de trot monté dont la première édition remonte à 1931. C'est la plus prestigieuse épreuve dans la discipline du trot monté.

## Caractéristiques
Le Prix de Cornulier doit son nom à Gontran de Cornulier, fondateur de la société d’encouragement pour l’amélioration de la race du cheval français de demi-sang. Cette épreuve se déroule sur l'hippodrome de Vincennes à Paris, et se court l'avant-dernier dimanche de janvier, une semaine avant le Prix d'Amérique, sur la distance de 2 700 mètres. C'est une course de Groupe I, internationale, réservée aux chevaux de 4 à 11 ans, hongres exclus, ayant gagné au moins 150 000 € pour les chevaux âgés de 4 à 6 ans et 200 000 € pour ceux âgés de 7 à 11 ans.
Étant l'épreuve la plus dotée du calendrier dans la spécialité (700 000 €, dont 315 000 € pour le vainqueur), on la considère souvent comme la finale du championnat du monde de trot monté, les meilleurs trotteurs s'y alignant. Réaliser le doublé Prix du Cornulier / Prix d'Amérique est un authentique exploit qui n'a été réalisé que par des champions de la trempe de Tidalium Pelo, Bellino II, Jag de Bellouet ou la jument Masina.

## Records
- Meilleure réduction kilométrique : Bilibili, 1'11"2 (2019).
- Chevaux : Cinq chevaux ont signé un triplé : Souarus (1946, 47, 48), Gardon (1955, 56, 58), Bellino II (1973, 75, 76), Kaiser Trot (1981, 82, 84) et Jag de Bellouet (2004, 05, 06).
- Jockeys : Jean Mary - 8 - Gardon (1955, 1956, 1958), Prince des Veys (1964), Quérido II (1966), Tidalium Pelo (1970, 1972), Gamélia (1980).
- Entraîneurs : Joël Hallais - 8 victoires : Kaiser Trot (1981, 1982, 1984), Oligo (1986, 1987), Tout Bon (1993), One du Rib (2007, 2010).
- Ayant gagné l'épreuve en 1953 à 4 ans, Fandango est le plus jeune vainqueur[1].

## Palmarès depuis 1944
| Année | Vainqueur            | S/A     | Père               | Jockey                   | Entraîneur                    | Propriétaire                      | Deuxième           | Troisième          | Quatrième               | Cinquième           | Réd.km |
| ----- | -------------------- | ------- | ------------------ | ------------------------ | ----------------------------- | --------------------------------- | ------------------ | ------------------ | ----------------------- | ------------------- | ------ |
| 2025  | Joumba de Guez       | F.6     | Carat Williams     | Éric Raffin              | Nicolas Bazire                | Écurie Vautors                    | Ina du Rib         | Jewelcandle Fac    | Granvillaise Bleue      | Gazelle de Val      | 1'12"3 |
| 2024  | Esperanza Idole      | F.10    | Quido du Goutier   | Jean-Yann Ricart         | Noël Langlois                 | Écurie Noël Langlois              | Hirondelle du Rib  | Idéale du Chêne    | Ina du Rib              | Flamme du Goutier   | 1'12"3 |
| 2023  | Flamme du Goutier    | F.8     | Ready Cash         | Mathieu Mottier          | Thierry Duvaldestin           | Écurie Saint-Martin               | Granvillaise Bleue | Hanna des Molles   | Vaprio                  | Zarenne Fas         | 1'11"5 |
| 2022  | Flamme du Goutier    | F.7     | Ready Cash         | Antoine Wiels            | Thierry Duvaldestin           | Écurie Saint-Martin               | Granvillaise Bleue | Étoile de Bruyère  | Bahia Quesnot           | Gladys des Plaines  | 1'11"9 |
| 2021  | Bahia Quesnot        | F.10    | Scipion du Goutier | Matthieu Abrivard        | Junior Guelpa                 | Tahar Aït-Hamouda                 | Flamme du Goutier  | Étoile de Bruyère  | Jerry Mom               | Étonnant            | 1'12"8 |
| 2020  | Bilibili             | M.9     | Niky               | Alexandre Abrivard       | L.C. Abrivard                 | Écurie J.P. Barjon                | Étoile de Bruyère  | Feeling Cash       | Carla du Châtelet       | Evangelina Blue     | 1'12"1 |
| 2019  | Bilibili             | M.8     | Niky               | Alexandre Abrivard       | L.C. Abrivard                 | Écurie J.P. Barjon                | Traders            | Dexter Fromentro   | Carla du Châtelet       | Elladora de Forgan  | 1'11"2 |
| 2018  | Traders              | M.6     | Ready Cash         | Yoann Lebourgeois        | Philippe Allaire              | Philippe Allaire                  | Draft Life         | Bilibili           | Canadien d'Am           | Catalogne           | 1'11"3 |
| 2017  | Bellissima France    | F.6     | Blue Dream         | Matthieu Abrivard        | Matthieu Abrivard             | Écurie Abrivard                   | Tornade du Digeon  | Bilibili           | Attentionally           | Bird Parker         | 1'13"  |
| 2016  | Scarlet Turgot       | F.10    | Dahir de Prélong   | Alexandre Abrivard       | Yannick-Alain Briand          | Thérèse Hoste                     | Astor du Quenne    | Attentionally      | Moving On               | Tess de Villeneuve  | 1'12"9 |
| 2015  | Roxane Griff         | F.10    | Ténor de Baune     | Éric Raffin              | Sébastien Guarato             | Écurie Griff                      | Tiégo d'Étang      | Talicia Bella      | Udayama                 | Ugo de Nieul        | 1'13"3 |
| 2014  | Roxane Griff         | F.9     | Ténor de Baune     | Éric Raffin              | Sébastien Guarato             | Écurie Griff                      | Tiégo d'Étang      | Saphir de Morge    | Taïga du Rib            | Twist des Caillons  | 1'12"3 |
| 2013  | Singalo              | M.7     | Goetmals Wood      | David Thomain            | Louis Baudron                 | Louis Baudron                     | Quarry Bay         | Scolie de Bassière | Tiégo d'Étang           | Tango Quick         | 1'12"4 |
| 2012  | Quif de Villeneuve   | M.8     | Coktail Jet        | Yoann Lebourgeois        | Franck Leblanc                | G.Augustin-Normand                | Save The Quick     | Private Love       | Oyonnax                 | Tango Quick         | 1'12"  |
| 2011  | Olga du Biwetz       | F.9     | Cézio Josselyn     | A.Barrier                | Fabrice Souloy                | Éc. N.Chatelain                   | Priscilla Blue     | Scipion du Goutier | Oyonnax                 | Quarla              | 1'12"7 |
| 2010  | One du Rib           | M.8     | First de Retz      | D. Thomain               | Joël Hallais                  | Écurie Rib                        | Paola de Lou       | Première Steed     | Priscilla Blue          | Malakite            | 1'13"2 |
| 2009  | Malakite             | F.9     | Vittel             | Mlle C.Leclercq          | Guy Verva                     | Laurent Marly                     | Paola de Lou       | Oyonnax            | Magnificent Rodney      | Norma de la Frette  | 1'13"6 |
| 2008  | Magnificent Rodney   | M.8     | Coktail Jet        | Franck Nivard            | Ulf Nordin                    | Édouard Genin                     | Olga du Biwetz     | Prince de Montfort | North America           | Hot Tub             | 1'12"7 |
| 2007  | One du Rib           | M.5     | First de Retz      | J-L-C.Dersoir            | Joël Hallais                  | Écurie Rib                        | Lumière Célèste    | Ludo de Castelle   | Litya de Bosens         | Jag de Bellouet     | 1'14"  |
| 2006  | Jag de Bellouet      | M.9     | Viking's Way       | M. Abrivard              | C.Gallier                     | Michel Gallier                    | Joyau d'Amour      | Jasoda             | Ludo de Castelle        | L'Aunou du Fier     | 1'13"6 |
| 2005  | Jag de Bellouet      | M.8     | Viking's Way       | M. Abrivard              | C.Gallier                     | Michel Gallier                    | Scarlet Knight     | Ilster d'Espiens   | Igor de Miennais        | Ludo de Castelle    | 1'13"9 |
| 2004  | Jag de Bellouet      | M.7     | Viking's Way       | M. Abrivard              | C.Gallier                     | Michel Gallier                    | Latinus            | Jirella            | Joyau d'Amour           | Idalo               | 1'14"5 |
| 2003  | Joyau d'Amour        | M.6     | Viking's Way       | Éric Raffin              | Jacques Provost               | Albert Cayron                     | Flambeau des Pins  | Jirella            | Kérido du Donjon        | Haribo de Pitz      | 1'15"1 |
| 2002  | Hutin Tébé           | M.7     | Odin de la Vente   | Michel Lenoir            | Jacques Bruneau               | Écurie Trot Bretagne              | Itou Jim           | Grâce Ducal        | Fripon Rose             | Guénor              | 1'17"3 |
| 2001  | First de Retz        | M.8     | Podosis            | J-L-C.Dersoir            | Philippe Allaire              | Éc. des Charmes                   | Gobernador         | Historien          | Hibiscus du Rib         | Grâce Ducal         | 1'16"  |
| 2000  | First de Retz        | M.7     | Podosis            | J-L-C.Dersoir            | Philippe Allaire              | D. Van Themsche                   | Grâce Ducal        | Fadir Castelets    | Fripon Rose             | Dover               | 1'17"4 |
| 1999  | Fripon Rose          | M.6     | Tipouf             | Alain Laurent            | F. Cardot                     | Mme Ch. Pésenti                   | Fan Quick          | Holly du Locton    | Filou de la Grille      | David Ceda          | 1'15"8 |
| 1998  | Dream With Me        | M.7     | Tarass Boulba      | F.Roussel                | Alain Roussel                 | Écurie Dream Team                 | Éclair de Vandel   | Cygnus d'Odyssée   | Arcadia                 | Express Road        | 1'16"8 |
| 1997  | Dream With Me        | M.6     | Tarass Boulba      | F.Roussel                | Alain Roussel                 | Écurie Dream Team                 | Don Paulo          | Destin de Busset   | Costa du Bouffey        | Bonheur de Tillard  | 1'17"3 |
| 1996  | Arcadia              | F.8     | Jiosco             | P-Y.Verva                | B.Desmontils                  | B.Desmontils                      | Courlis du Pont    | Anita de la Vallée | Creator Boy             | Bengali du Loir     | 1'17"  |
| 1995  | Uno Atout            | M.9     | Istraeki           | Michel Lenoir            | Alain Roussel                 | Écurie de Neuvy                   | Arcadia            | Anita de la Vallée | Valseur Barbés          | Vrai Lutin          | 1'18"1 |
| 1994  | Vive Ludoise         | F.7     | Kronos du Vivier   | J-C.Hallais              | J-C.Hallais                   | Mme M. Labbé                      | Alpha Barbés       | Anita de la Vallée | Lucky Tilly             | Uno Atout           | 1'16"8 |
| 1993  | Tout Bon             | M.8     | Lévorino           | J-L-C.Dersoir            | Joël Hallais                  | Él. de Bauregard                  | Une Fleur          | Alpha Barbés       | Uthman                  | Ultranza            | 1'17"6 |
| 1992  | Voici du Niel        | M.5     | Kimberland         | L-C.Abrivard             | Ulf Nordin                    | Écurie Union                      | Vivier de Montfort | Queila Gédé        | Urf du Vast             | Uno Atout           | 1'16"8 |
| 1991  | Queila Gédé          | F.9     | Gazon              | M-M.Gougeon              | Roger Baudron                 | Roger Baudron                     | Seilhac            | Tiarko             | Suva                    | Reine du Corta      | 1'19"3 |
| 1990  | Reine du Corta       | F.7     | Ura                | Michel Lenoir            | Alain Roussel                 | Alain Roussel                     | Quatrième Tête     | Stirwen            | Rikita Fouteau          | Qualifié            | 1'18"8 |
| 1989  | Rêve d'Udon          | M.6     | Éjakval            | J-C. Hallais             | B.Desmontils                  | B.Desmontils                      | Reine du Corta     | Qualifié           | Rivage                  | Ouarsenis           | 1'20"3 |
| 1988  | Podosis              | M.7     | Florestan          | P. Chéradame             | Roger Ledoyen                 | Roger Ledoyen                     | Prince Atout       | Olvera             | Potin d'Amour           | Okwo                | 1'19"2 |
| 1987  | Oligo                | M.7     | Ersin              | Ph. Békaert              | Joël Hallais                  | J.Dujarrier                       | Prince Atout       | Olvera             | Podosis                 | Opus Dei            | 1'20"  |
| 1986  | Oligo                | M.6     | Ersin              | Ph. Békaert              | Joël Hallais                  | J.Dujarrier                       | Opprimé            | Opus Dei           | Okwo                    | Noce de Porphyre    | 1'20"1 |
| 1985  | Mirande du Cadran    | F.7     | Sabi Pas           | Pierre Levesque          | Henri Levesque                | Mme H. Levesque                   | Orfeu Négro        | Lapito             | Lory                    | Kutara              | 1'21"6 |
| 1984  | Kaiser Trot          | M.8     | Canino             | Ph. Békaert              | Joël Hallais                  | Alfred Lefèvre                    | Luga               | Kémila             | Le Loir                 | Mirande du Cadran   | 1'20"3 |
| 1983  | Kaprius              | M.7     | Corlay             | Alain Laurent            | Jean Riaud                    | Mme Cl. Rouzaud                   | Jézabel d'Ouches   | Last Winner        | Lapito                  | Kula                | 1'19"8 |
| 1982  | Kaiser Trot          | M.6     | Canino             | Ph. Békaert              | Joël Hallais                  | Alfred Lefèvre                    | Loustic de la Tour | Janda du Cadran    | Kivien                  | Istraeki            | 1'22"7 |
| 1981  | Kaiser Trot          | M.5     | Canino             | Ph. Békaert              | Joël Hallais                  | Alfred Lefèvre                    | Kronos du Vivier   | Istraeki           | Idée Baroque            | Jordaens            | 1'21"  |
| 1980  | Gamélia              | F.8     | Kerjacques         | Jean Mary                | D. de Bellaigue               | Vicomte de Bellaigue              | Jeune Orange       | Fanacques          | Ispahan                 | Fa Mi Sol           | 1'21"1 |
| 1979  | Fanacques            | M.8     | Kerjacques         | Louis Sauvé              | Georges Dreux                 | G. Dreux                          | Gamélia            | Gazon              | Gaie Matine             | Idylle Charmeuse    | 1'21"2 |
| 1978  | Guéridia             | F.6     | Quérido II         | Ph. Békaert              | Georges Dreux                 | G. Dreux                          | Fanacques          | Firstly            | Ersin                   | Feu Vert            | 1'20"7 |
| 1977  | Fanacques            | M.6     | Kerjacques         | Louis Sauvé              | Georges Dreux                 | G. Dreux                          | Éringa             | Bellino II         | Érégoya                 | Gazon               | 1'20"4 |
| 1976  | Bellino II           | M.9     | Boum III           | M-M.Gougeon              | M. Macheret                   | M. Macheret                       | Cette Histoire     | Égyptia            | Éringa Dinès P (dh)     |                     | 1'21"3 |
| 1975  | Bellino II           | M.8     | Boum III           | M-M.Gougeon              | M. Macheret                   | M. Macheret                       | Cette Histoire     | Aigle Noir         | Beauséjour II           | Amour N             | 1'21"  |
| 1974  | Cette Histoire       | F.6     | Kerjacques         | A. Laurent               | G. Mottier                    | G. Mottier                        | Bellino II         | Borgia III         | Aldéna                  | Aigle Noir          | 1'20"8 |
| 1973  | Bellino II           | M.6     | Boum III           | R. Fabre                 | M. Macheret                   | M. Macheret                       | Borgia III         | Aldéna             | Arbella                 | Champenoise         | 1'21"0 |
| 1972  | Tidalium Pelo        | M.9     | Jidalium           | Jean Mary                | R. Lemarié                    | R. Lemarié                        | Bellino II         | Arbella            | Uniflore D              | Villequier B        | 1'20"1 |
| 1971  | Uniflore D           | F.7     | Nolten L           | François Brohier         | François Brohier              | François Brohier                  | Tidalium Pelo      | Arbella            | Ura                     |                     | 1'19"4 |
| 1970  | Tidalium Pelo        | M.7     | Jidalium           | Jean Mary                | R. Lemarié                    | R. Lemarié                        | Ulric              | Tabriz             | Vaissa                  |                     | 1'20"8 |
| 1969  | Tabriz               | M.6     | Feu Follet X       | P. Giffard               | Jean Riaud                    | Mme Camille Olry-Roederer         | Sole Moi B         | Uniflore D         | Son Idylle P            |                     | 1'19"2 |
| 1968  | Tabriz               | M.5     | Feu Follet X       | P. Giffard               | Jean Riaud                    | Mme Camille Olry-Roederer         | Picardy            | Quérido II         | Sady Williams           |                     | 1'20"5 |
| 1967  | Quérido II           | M.7     | Fandango           | Louis Sauvé              | Georges Dreux                 | Georges Dreux                     | Reine de Mars B    | Sans Atout II      | Seddouk                 |                     | 1'20"8 |
| 1966  | Quérido II           | M.6     | Fandango           | Jean Mary                |                               | Mme Camille Olry-Roederer         | Quito P            | Quioco             | Port Mahon              |                     | 1'22"2 |
| 1965  | Quovaria             | F.5     | Carioca II         | François Brohier         |                               | Henri Levesque                    | Miss des Ramiers   | Quito P            | Pinochle                |                     | 1'21"  |
| 1964  | Prince des Veys      | M.5     | Fandango           | Jean Mary                |                               | M.-R. de Folleville               | Miss des Ramiers   | Oraki              |                         |                     | 1'21"4 |
| 1963  | Ol Est B             | M.5     | Harold D III       | François Brohier         |                               | Mme E. Barbé                      | Oraki              | Le Juge W          |                         |                     | 1'21"9 |
| 1962  | Masina               | F.6     | Quinio             | François Brohier         |                               | Henri Levesque                    | Miss des Ramiers   | Le Juge W          |                         |                     | 1'20"4 |
| 1961  | Masina               | F.5     | Quinio             | François Brohier         |                               | Henri Levesque                    | Katinka            | LB Anna            |                         |                     | 1'22"1 |
| 1960  | Ledollar             | M.5     | Dollar III         | Louis Sauvé              |                               | Louis Sauvé                       | Jannot III         | Hoca               |                         |                     | 1'23"5 |
| 1959  | Joyeux Troupier      | M.6     | Loudéac            | Michel-Marcel Gougeon    |                               | Mme G. Roussel                    | Infante II         | Jannot III         |                         |                     | 1'24"8 |
| 1958  | Gardon               | M.8     | Tigellin           | Jean Mary                |                               | Louis Baudron                     | Idumée             | Jolie Folle        |                         |                     | 1'21"9 |
| 1957  | Haut Médoc LB        | M.6     | Israël             | Raoul-Charles Simonard   |                               | M. Marguet                        | Idumée             | Héléagnus B        |                         |                     | 1'22"8 |
| 1956  | Gardon               | M.6     | Tigellin           | Jean Mary                |                               | Élevage du Haut-Beauvais          | Hortansia VII      | Friedland          |                         |                     | 1'23"9 |
| 1955  | Gardon               | M.5     | Tigellin           | Jean Mary                |                               | Louis Baudron                     | Famosus            | Etchida            |                         |                     | 1'24"1 |
| 1954  | Fandango             | M.5     | Loudéac            | Michel-Marcel Gougeon    | Marcel Gougeon                | Alphonse Martineau                | Capucine IV        | Ancolie B          | Dollar III              | Fleur d'Atout       | 1'24"7 |
| 1953  | Fandango             | M.4     | Loudéac            | Michel-Marcel Gougeon    | Marcel Gougeon                | Alphonse Martineau                | Ancolie B          | Com Toi RL         | Capucine IV             | Élan IV             | 1'25"5 |
| 1952  | Dollar V             | M.5     | Kama               | Marcel Gougeon           | Marcel Gougeon                | René Leboucher                    | Chuchundra         | Azur IV            | Ancolie B               | Chardonneret        | 1'27"  |
| 1951  | Valmiki              | M.8     | Farceur X          | Albert Libeer            | Jonel Chyriacos               | Mlle L. Scohi                     | Azur IV            | Chardonneret       | Carus                   | Agramant            | 1'25"  |
| 1950  | Urdos II             | M.8     | Hossegor II        | Gaston Roussel           | Gaston Roussel                | B. Durand                         | Reyland            | Vert Galant II     | Shic Cousin             | Aristo              | 1'25"6 |
| 1949  | Venutar Atus II (dh) | M.6 M.5 | Piorin Hernani III | Yves Réaud Maurice Riaud | Ferdinand Réaud Francis Riaud | M. Gousseau Camille Olry-Roederer | -                  | Valsovienne        | Ulm                     | Ultra G             | 1'25"4 |
| 1948  | Souarus              | M.8     | Hernani III        | Maurice Riaud            | Francis Riaud                 | Camille Olry-Roederer             | Tritus             | Urf II             | Ur                      | Tamisot             | 1'25"9 |
| 1947  | Souarus              | M.7     | Hernani III        | Maurice Riaud            | Francis Riaud                 | Camille Olry-Roederer             | Tamisot            | Turf II            | Sporting                | (4 chevaux classés) | 1'25"1 |
| 1946  | Souarus              | M.6     | Hernani III        | Maurice Riaud            | Francis Riaud                 | Camille Olry-Roederer             | Robinson III       | Reine des Veys     | Quel Amour de Valentino | Ol' Annexe          | 1'25"6 |
| 1945  | Quinio               | M.7     | Hernani III        | Maurice Riaud            |                               | Camille Olry-Roederer             | Port Charas        | Quito T            | Reine des Prés IX       | Paroli              | 1'26"9 |
| 1944  | Notre Williams       | M.9     | Sam Williams       | A. Morel                 | Y. Gamet                      | R.-J. Fourny                      | Qui Perd Gagne     | Paulus II          | Odessa V                | Reine Charmeuse     | 1'25"9 |

## Précédents vainqueurs
- 1931 - Ésope (1'30"1)
- 1932 - Éloïse (1'28"9)
- 1933 - Eleagnus (1'27"3)
- 1934 - Stellate (USA) (1'27"7)
- 1935 - Traveler (1'26"7)
- 1936 - Junior du Verdier (1'26"1)
- 1937 - Net Worth (USA) (1'26"6)
- 1938 - Karnac (1'27"1)
- 1939 - Karnac (1'25"8)
- 1940 -  course annulée
- 1941 -  course annulée
- 1942 - Narquois (1'27"5)[2]
- 1943 - Odessa V (1'27"8)

## Controverse
Le prix de Cornulier 2016 s'accompagne d'une controverse en raison du nombre de coups de cravache assénés aux chevaux, souvent supérieur aux dix autorisés. De plus, une photo de la jument vainqueur Scarlet Turgot circule sur la toile, montrant son regard apeuré tourné vers la cravache de son jockey.

## Sources
- Pour les conditions de course et les dernières années du palmarès : site de la SETF
- Pour les courses plus anciennes :
  - site trot.courses-france.com - Prix de Cornulier (1980-2008)
  - site trot.courses-france.com - Prix de Cornulier (1950-1979)
  - archives des quotidiens  (Ouest-France, Sud-Ouest…)
  - avant 1955 : Journaux sur Gallica et RetroNews (Paris-Turf, Le Trotteur, La France libre, L'Hippique algérienne)